# Revista Skeptic
A revista Skeptic é uma revista trimestral sobre educação científica e promoção da ciência publicada internacionalmente pela Skeptics Society, uma Organização sem fins lucrativos dedicada a promover o ceticismo científico e resistir ao crescimento das pseudociências, superstição e crenças irracionais. Fundada por Michael Shermer, fundador da Skeptics Society, a revista teve a primeira edição na primavera de 1992 e tem sido publicada pela Millennium Press.
Shermer continua sendo o divulgador e Chefe de reportagem da revista e Co-editor e o Diretor de Arte é Pat Linse. Outros membros notáveis incluem o membro do comitê editorial da Universidade de Oxford para biologia evolucionária Richard Dawkins, o ganhador do Prêmio Pulitzer, o cientista Jared Diamond, o mágico e artista de fugas que se tornou educador, James Randi, e a atriz, comediante e ex integrante do Saturday Night Live  Julia Sweeney.
A revista Skeptic tem uma tiragem internacional de mais de 50,000 assinaturas e está na maior parte das bancas de jornais dos Estados Unidos e Canadá, assim como na Europa, Austrália e mais alguns países.

## Historia, formato e estrutura
A matéria de capa da primeira edição foi um tributo ao cientista e escritor de ficção científica Isaac Asimov. O robô na capa da 12ª edição , número 2 de 2006 foi mostrado sentado em um banco de parque lendo a 1ª edição. (Asimov escreveu algumas estórias sobre robôs e cunhou o termo robótica.)
Todas edições da revista abriam com uma descrição da The Skeptics Society e sua declaração de missão, que explora assuntos como criacionismo, poder das pirâmides, pé-grande, afirmações pseudo-históricas (como por exemplo, os negadores do holocausto e o afro centrismo extremista), o mau uso de teorias científicas , teorias da conspiração, lendas urbanas, caça às bruxas, histeria coletiva, gênio e inteligência, e a influência cultural na ciência, assim como as controvérsias envolvendo a proto ciências e a liderança no estabelecimento da ciência , e até mesmo comportamentos sociais (fads) como criônica e dietas de baixo carboidratos. Além da revista, a sociedade também promove séries de palestras no Instituto de Tecnologia da Califórnia, produz e vende gravações das palestras, assim como outros livros de assuntos relacionado, promove viagens de campo para investigar e pesquisar esses assuntos, conduzir eventos sociais para promover boas ações, e proporciona recursos para o público, organizações céticas como o en:SkeptiCamp) e a mídia que pode chamá-los para darem opiniões do ponto de vista cético.
Em 2011, a revista tinha 3 colunistas permantentes: James Randi escreve "’Twas Brillig…," Harriet A. Hall que escreve a "The Skep Doc" e Karen Stollznow que escreve a "Bad Language.
A revista costuma ter entre 104 a 114 páginas.

### Assuntos comuns
A primeira parte do texto de cada edição é um editorial escrito por James Randi, que frequentemente é baseado em histórias que apareceram na grande mídia como quando em 2005 uma história da revista eletrônica da rede de TV ABC chamada Primetime Live teve uma matéria sobre o suposto médium e curandeiro, João de Deus. Outras vezes ela fala de assuntos que examinou no passado , como os alegados pelos radestesistas, supostos médiuns como Sylvia Browne, e óvnis.
A revista tem uma ampla seção de correspondência chamada de "Fórum" que inclui não apenas as cartas de leitores leigos mas também comentários profundos e refutações de profissionais para um debate acadêmico de assuntos tratados em edições anteriores.
A maior parte da revista é dedicada a uma variedade de tópicos. Suas matérias de capa tem variado desde alegadas aparições de óvnis em iconografias religiosas e obras de arte e teorias da possibilidade de  inteligência artificial ao tributo a ícones da ciência ou do ceticismo como Isaac Asimov e Ernst Mayr. Algumas edições tem seções especiais dedicadas a um tópico em particular que são examinados em múltiplos artigos por diferentes autores, como Design inteligente, que assuntos tratados frequentemente pela revista dada a chamada controvérsia entre criação e evolução.

### Junior Skeptic
Junto da maioria das edições está uma seção que é composta por cerca de 10 páginas dedicada aos jovens leitores chamada Junior Skeptic.  Coberta por uma capa em papel couché (o resto da revista não é impressa em papel brilhante), a Junior Skeptic se foca em um tópico ou em instruções práticas para o ceticismo que são inscritas e ilustradas em um estilo que apela mais para as crianças.
Daniel Loxton é o editor da Junior Skeptic. Ele faz as ilustrações para a maioria das edições. Em 2009 ele participou de uma das publicações com o Junior Skeptic em português em uma grande exposição sobre Darwin promovida pela Fundação Calouste Gulbenkian em associação com uma série de atividades, incluindo um programa educativo e publicação de vários livros.
A primeira edição da Junior Skeptic estreou no volume 6, número 2 da revista Skeptic de 2000.
1. Emily Rosa contra a Imposição das Mãos (volume 6, nº 2)
2. Bigfoot (volume 6, nº 3)
3. Aliens Among Us? (volume 6, nº 4)
4. Fortune telling (volume 7, nº 1)
5. Urban legends (volume 7, nº 2)
6. Halloween (volume 7, nº 3)
7. Television psychics (volume 7, nº 4)
8. Charles Darwin (volume 8, nº 1)
9. Pyramids (volume 8, nº 2)
10. Atlantis (volume 8, nº 4)
11. Moon landing hoax (volume 9, nº 1)
12. Magician’s Force (with instruction by magician Bob Friedhoffer) (volume 9, nº 2)
13. Psychic surgery e snake oil (volume 9, nº 3)
14. Sea monsters (volume 9, nº 4)
15. Extraterrestrial life (volume 10, nº 1)
16. Yeti (volume 10, nº 2)
17. Bermuda Triangle (volume 10, nº 3)
18. King Tut’s Curse (volume 10, nº 4)
19. Loch Ness Monster (volume 11, nº 1)
20. Sasquatch Part 1 of 2 (volume 11, nº 2)
21. Sasquatch Part 2 of 2 (volume 11, nº 3)
22. Madman of Magic (volume 11, nº 4)
23. Pyramid power (volume 12, nº 2)
24. Alien abduction Part 1 (volume 12, nº 3)
25. Alien Abduction Part 2 (volume 12, nº 4)
26. Evolution Part 1 (volume 13, nº 1)
27. Evolution Part 2 (volume 13, nº 2)
28. Ancient astronauts Part 1 (volume 13, nº 3)
29. Ancient astronauts Part 2 (volume 13, nº 4)
30. Dragons (volume 14, nº 1)
31. Crystal skulls (volume 14, nº 2)

## Podcasts oficiais
Em 2006, um programa independente de podcast chamado Skepticality foi relançado como Skepticality: O podcast oficial da revista Skeptic. Novos episódios do programa são publicados a cada duas semanas. O programa ainda é produzido pelos apresentadores originais (Robynn McCarthy and Derek Colanduno) com a colaboração da equipe da revista Skeptic.
Em 2009, um segundo podcast oficial foi acrescentado.  MonsterTalk examina criticamente a ciência por trás das criaturas  cryptozoológicas e criaturas lendárias, como o pé-grande, o monstro do Lago Ness e
lobisomens. Monster Talk is que é apresentado por Blake Smith, Ben Radford e a Dra. Karen Stollznow. Blake Smith produz o programa.

## Coletâneas
- Paranormal Claims: A Critical Analysis, de 2007, editado por Bryan Farha, University Press of America, ISBN 978-0-7618-3772-5.  Possui vários capítulos de reimpressões de artigos da revista Skeptic.

- en:The Skeptic Encyclopedia of Pseudoscience, é uma coleção de artigos que foram discutidos pela Skeptics Society e achados científicos na investigação de assuntos pseudocientíficos populares e alegações sobrenaturais.